# Vanessa Ricarte
Vanessa Ricarte   (Três Lagoas, 16 de febrer de 1982 - Campo Grande, 12 de febrer de 2025) va ser una periodista brasilera. Durant la seva carrera, va treballar en diversos mitjans de comunicació i, cap al final de la seva vida, va ser assessora de premsa en el Ministeri Públic del Treball de Mato Grosso do Sul (MPT-MS).

## Biografia
Ricarte va néixer a Três Lagoas, estat de Mato Grosso do Sul, filla de Maria Madalena de la Glòria Ricarte i Agmar Jacinto Ricarte.
En 2013, ella va crear un blog amb un amic, on compartien experiències en la recerca per la qualitat de vida. A més d'això, Vanessa va participar d'un grup d'autoajuda anomenat Reeducació Alimentària (R.A.), on internautes de diversos estats del Brasil escrivien comentaris i fotos de l'abans i després de la pèrdua de pes.

## Assassinat
El 12 de febrer de 2025, Vanessa va ser víctima d'un feminicidi a Campo Grande, la capital estatal, als 42 anys. L'autor del crim va ser el seu expromès, Caio Nascimento, qui va apunyalar-la després d'una discussió al domicili de la parella. Vanessa va ser traslladada a l'hospital, però no va sobreviure a les ferides. La relació entre Vanessa i Caio havia estat marcada per un cicle de violència psicològica i física. Dies abans del crim, Ricarti havia registrat una denúncia policial i demanat mesures de protecció contra Nascimento, després d'haver estat reclusa durant cinc dies a casa pel promès. Fins i tot després de la imposició de mesures preventives, Caio va continuar residint al mateix domicili,de Vanessa, culminant amb el tràgic desenllaç.
El seu assassinat va generar gran commoció i repercussió a Mato Grosso do Sul. L'Assemblea Legislativa de l'estat va discutir la urgència de mesures més eficaces en el combat a la violència contra la dona, ressaltant la necessitat de polítiques públiques més eficients i d'una revalidació del pla estatal vigent. En homenatge a Vanessa, l'alcalde de Três Lagoas, la seva ciutat natal, va decretar dol oficial, destacant la seva dedicació professional i la pèrdua irreparable que la seva mort representa per a la societat.